# Kerrier
Kerrier é um distrito da Cornualha, com população de 78.080 habitantes.